# Тайная страсть
«Тайная страсть» («Хищники») (исп. Pasión de Gavilanes) — колумбийская теленовелла.
Вышла на экраны в 2003 году и была ремейком колумбийской теленовеллы «Тихие воды» 1994 года c Маргаритой Ортега и Хуаном Карлосом Гутьерресом в главных ролях. В 2008 году В Мексике сняли ещё один ремейк — «Огонь в крови» с Аделой Норьега и Эдуардо Яньесом. Сериал пользовался большим успехом. Был продан в 100 стран. В России сериал транслировался на канале «Петербург — Пятый канал». В 2014 году вышел американский ремейк теленовеллы «Земля королей» (исп. Tierra de reyes).

## Сюжет
Три брата Рейес-Герреро (Хуан, Оскар и Франко) живут вместе со своей младшей сестрой Ливией. Однажды они узнают о связи своей сестры с богатым мужчиной, который годится ей в отцы. Бернардо Элисондо обещает жениться на девушке. Братья по-разному относятся к этому известию: Хуан, заменивший младшим отца, не соглашается на этот брак, а Оскар видит в этом возможность выбраться из нищеты и разбогатеть. Но Бернардо не был до конца честен с Ливией — у него есть жена Габриела и три дочери. И хотя их брак на грани распада, они соблюдают приличия ради детей. Суровая и властная Габриела управляет жизнью всей семьи: выбрала мужа для Нормы, подбирает женихов для Химены и Сариты, ругается со своим парализованным отцом — доном Мартином Асеведо. Пытаясь сбежать от этого кошмара, Бернардо и оказывается в объятиях молодой, нежной и любящей Ливии.
Но их мечтам не суждено было сбыться: Бернардо погибает в результате несчастного случая, а Ливия понимает, что ждёт ребёнка. Страшась сплетен в посёлке и гнева братьев, она решает обратиться за помощью к семье Бернардо. В доме Элисондо она узнает правду. Габриела оскорбляет девушку, а сёстры не верят в непорядочность отца. Униженная Ливия сводит счеты с жизнью и бросается с моста в реку. На могиле сестры братья клянутся отомстить за её смерть.
Чтобы попасть в дом Габриелы, они выдают себя за строителей, которые должны возвести дом для Нормы и её мужа Фернандо. Им помогает и служанка Габриелы — Эва Родригес. Когда-то в молодости она забеременела и по приказу Габриелы отдала свою дочь Рут богатой бездетной паре Калистро и Ракель де Урибе. Продолжая работать в семье Элисондо, Эва за это ненавидит свою хозяйку.
Франко, по приказу своего брата Оскара, должен был соблазнить Химену (среднюю из сестёр) с целью выгоды. Но Франко неохотно шёл на это, так как он был влюблен в красивую певицу из бара «Alcala» — Росарио Монтес. Химене Элисондо давно надоело подчиняться матери, она хочет развлекаться и посещать ночные клубы. И она соглашается на фальшивую помолвку с Леандро Сантосом (племянником Ракель де Урибе), чтобы иметь возможность покидать дом. Но Франко вскоре надоедает ухаживать за Хименой. Оскар, понимая, что все планы рушатся, берёт дело в свои руки. Вскоре между ними возрождается большая любовь, они тайно женятся и Химена переезжает жить к Оскару в их бедный район.
Норма несчастлива в браке. Выйдя замуж за Фернандо Эскандона, разорившегося аристократа, по воле матери, она не находит в браке ни любви, ни поддержки. Фернандо полностью находится на стороне Габриелы и спускает деньги семьи Элисондо в игорных домах. Хуан и Норма полюбили друг друга с первого взгляда, через некоторое время Норма узнает что беременна. Лишь одна Сарита не попалась в их сети. Но судьба сыграет с ней свою шутку. Спустя некоторое время, когда правда о братьях уже выяснится и когда они разбогатеют, ненависть Сары к Рейесам превратится в сильную любовь к Франко, который разочаровавшись в Росарио, увидит в Сарите прекрасную и любящую женщину. Вскоре Габриела выходит замуж за своего бывшего зятя — Фернандо Эскандона, и всё рушится: начинаются проблемы, появляются враги, новые препятствия и борьба за справедливость.

## В ролях
- Данна Гарсия — Норма Элисондо Асеведо
- Марио Симарро — Хуан Рейес
- Паола Рей — Химена Элисондо Асеведо
- Альфонсо Баптиста — Оскар Рейес
- Наташа Клаусс — Сара Элисондо Асеведо
- Мишель Браун — Франко Рейес
- Кристина Лилли — Габриела Асеведо де Элисондо
- Хуан Пабло Шук — Фернандо Эскандон
- Хорхе Као — Мартин Асеведо
- Глория Гомес — Эва Родригес
- Жарик Леон — Росарио Монтес
- Херман Рохас — Бернардо Элисондо
- Хуан Себастьян Арагон — Армандо Наварро (в оригинальном сериале «Тихие воды» исполнял роль Оскара Рейеса)
- Ана Лусия Домингес — Рут Урибе/Ливия Рейес
- Лорена Меритано — Динора Росалес